# Аспр
Аспр (фр. Aspres) насеље је и општина у северној Француској у региону Доња Нормандија, у департману Орн која припада префектури Мортањ о Перш.
По подацима из 2011. године у општини је живело 699 становника, а густина насељености је износила 30,12 становника/km². Општина се простире на површини од 23,21 km². Налази се на средњој надморској висини од 230 метара (максималној 280 m, а минималној 209 m).

## Демографија
| 1962. | 1968. | 1975. | 1982. | 1990. | 1999. | 2011. |
| ----- | ----- | ----- | ----- | ----- | ----- | ----- |
| 628   | 536   | 546   | 581   | 574   | 633   | 699   |

График промене броја становника у току последњих година